# 3471 Амелін
3471 Аме́лін (1977 QK2, 1974 DN, 1980 DN2, 1980 EU, 3471 Amelin) — астероїд головного поясу, відкритий 21 серпня 1977 року.
Тіссеранів параметр щодо Юпітера — 3,139.